# Akiko Yonemura
Akiko Yonemura (japanisch 米村明子 Yonemura Akiko; * 25. Januar 1984 in Kumamoto) ist eine ehemalige japanische Tennisspielerin.

## Karriere
Yonemura spielte vor allem auf Turnieren der ITF Women’s World Tennis Tour, bei denen sie drei Einzel- und 15 Doppeltitel gewonnen hat. 2008 war ihr erfolgreichstes Jahr, wo sie bei allen vier Grand-Slam-Turnieren in der Qualifikation antreten durfte und mit Platz 208 im Einzel und 137 im Doppel ihre Bestmarken in den Weltranglisten erreichte. Allerdings konnte sie auf WTA-Ebene keine bedeutenden Erfolge erzielen.
2004 rutschte sie als Nachrückerin ins Feld der Qualifikation zum Hauptfeld im Dameneinzel der AIG Japan Open Tennis Championships, ihrem ersten Turnier der WTA Tour. Sie besiegte in der ersten Runde die mit einer Wildcard gestartete Tomoyo Takagishi in zwei Sätzen mit 6:4 und 7:5, bevor sie in der zweiten Runde der in der Qualifikation topgesetzten Samantha Stosur mit 1:6 und 2:6 unterlag.
2005 rutschte sie ebenfalls wieder als Nachrückerin ins Feld der Qualifikation zu den AIG Japan Open, wo sie aber bereits in der ersten Runde Séverine Beltrame mit 1:6 und 2:6 unterlag.
2006 spielte sie abermals in der Qualifikation zum Hauptfeld im Dameneinzel der AIG Japan Open Tennis Championships, wo sie in der ersten Runde gegen Youlia Fedossova mit 4:6, 6:2 und 4:6 verlor.
2007 unterlag sie zu Beginn des Jahres Emma Laine mit 2:6 und 3:6 in der Qualifikation zum Hauptfeld im Dameneinzel bei den Toray Pan Pacific Open. Bei den anschließenden Pattaya Women’s Open unterlag sie Sophie Ferguson in der Qualifikation mit 2:6 und 3:6. Im August trat sie erstmalig bei einem Grand Slam Turnier an, wo sie in der Qualifikation zu den US Open mit 0:6 und 1:6 Sun Tiantian unterlag. Bei den AIG Japan Open Tennis Championships trat sie abermals in der Qualifikation zum Hauptfeld im Dameneinzel an, wo sie in der ersten Runde nur knapp in drei Sätzen mit 6:4, 2:6 und 3:6 an Shiho Hisamatsu scheiterte. Mit Partnerin Sophie Ferguson konnte sie aber im Damendoppel mit zwei Siegen bis ins Halbfinale vorstoßen, wo die beiden dann der Paarung Sun Tiantian und Yan Zi mit 3:6 und 4:6 unterlagen.
2008 spielte sie zu Beginn des Jahres die Qualifikation zu den Australian Open, wo sie in der ersten Runde mit 1:6 und 5:7 gegen Monica Niculescu verlor. Im Februar erreichte sie mit Siegen über Nicole Clerico, Varatchaya Wongteanchai und Sunitha Rao in der Qualifikation erstmals das Hauptfeld im Dameneinzel der Pattaya Women’s Open, wo sie dann Casey Dellacqua in der ersten Runde mit 2:6 und 3:6 unterlag. Auch im Doppel verlor sie an der Seite von Partnerin Chan Chin-wei bereits in der ersten Runde gegen Han Xinyun und Xu Yifan mit 3:6 und 1:6. Im April scheiterte sie bereits in der ersten Runde der Qualifikation zum Dameneinzel des Family Circle Cup, wo sie gegen Chuang Chia-jung mit 2:6, 6:4 und 1:6 verlor. Im Doppel gelangte sie mit Partnerin Kumiko Iijima ins Achtelfinale, wo die beiden dann Květa Peschke und Rennae Stubbs mit 6:73 und 3:6 unterlagen. Bei den French Open Ende Mai scheiterte sie nach einem 6:4 und 7:5 Erstrundensieg gegen Renata Voráčová in der zweiten Qualifikationsrunde mit 1:6 und 1:6 an Christina Wheeler. In Wimbledon verlor sie bereits in der ersten Runde der Qualifikation gegen María José Martínez Sánchez mit 4:6 und 4:6. Bei den US Open Ende August verlor sie in der Qualifikation in der ersten Runde mit 6:4, 3:6 und 3:6 gegen Jelena Pandžić. Bei den im September veranstalteten Toray Pan Pacific Open unterlag sie in der Qualifikation mit 1:6 und 3:6 Rika Fujiwara. Bei den darauf folgenden Hansol Korea Open scheiterte sie in der ersten Runde der Qualifikation knapp in drei Sätzen mit 7:5, 6:73 und 5:7 an Yu Min-hwa. Bei den darauf folgenden AIG Japan Open Tennis Championships scheiterte sie in der Qualifikation in der ersten Runde mit 4:6 und 5:7 an Natalie Grandin, während sie im Doppel mit Partnerin Junri Namigata gegen die topgesetzten Iveta Benešová und Shahar Peer mit 6:1, 4:6 und [10:5] gewinnen konnte, allerdings dann in der zweiten Runde gegen Jill Craybas und Marina Eraković mit 6:4, 6:75 und [9:11] verloren.
2009 unterlag sie im Herbst bereits in der ersten Runde des Doppelwettbewerbs der Rakuten Open Tennis mit Partnerin Remi Tezuka ihren beiden Gegnerinnen Akiko Morigami und Kurumi Nara mit 5:7 und 2:6. Im Oktober unterlag sie bei den HP Japan Women’s Open Tennis in der ersten Runde der Qualifikation Sarina Dijas mit 3:6 und 6:75. Auch im Doppel verlor sie mit Partnerin Tezuka bereits in der ersten Runde gegen Melinda Czink und Natalie Grandin mit 4:6 und 2:6. Beim Dunlop World Challenge Tennis Tournament gelangte sie als Lucky Loser ins Hauptfeld des Dameneinzels, musste dann aber in der ersten Runde gegen ihre Schwester Tomoko antreten, der sie mit 5:7 und 4:6 unterlag.
2010 unterlag Akiko Yonemura im August beim mit 75.000 US-Dollar dotierten Beijing International Challenger mit 7:63, 4:6 und 3:6 Junri Namigata in der ersten Runde des Dameneinzels. Auch im Damendoppel verlor sie an der Seite ihrer Schwester Tomoko gegen Kumiko Iijima und Melanie Klaffner mit 4:6 und 2:6. Im September verlor sie gegen Hong Seung-yeon bei der Qualifikation zum Hauptfeld des Dameneinzels der Hansol Korea Open mit 4:6 und 3:6. Bei der darauf folgenden Qualifikation zu den Toray Pan Pacific Open verlor sie gegen Roberta Vinci mit 1:6 und 0:6. Bei den Rakuten Japan Open erreichte sie mit ihrer Schwester Tomoko mit einem 6:3 und 6:0 gegen Kurumi Nara und Akiko Ōmae das Viertelfinale, wo die beiden gegen Urszula Radwańska und Olha Sawtschuk mit 6:1, 3:6 und [5:10] verloren. In der Qualifikation zum Hauptfeld im Damendoppel des HP Japan Women’s Open Tennis scheiterte sie nach Siegen über Natsumi Hamamura und Ayaka Maekawa mit einer 6:3-, 0:6- und 1:6-Niederlage gegen ihre Schwester Tomoko nur knapp am Einzug ins Hauptfeld. Im Doppel verlor sie an der Seite ihrer Schwester gegen Ayaka Maekawa und Lavinia Tananta bereits in der ersten Runde mit 6:4, 1:6 und [8:10]. Im November verlor sie beim Dunlop World Challenge Tennis Tournament im Dameneinzel wiederum bereits in der ersten Runde, hingegen konnte sie an der Seite ihrer Schwester Tomoko das Viertelfinale erreichen.
2011 verlor sie im März in der Qualifikation zu den BMW Malaysia Open in der ersten Runde gegen Kim So-jung mit 2:6 und 3:6. Auch in der Qualifikation zu den Toray Pan Pacific Open schied sie bereits in der ersten Runde nach einer 1:6- und 1:6-Niederlage gegen Kumiko Iijima aus. An der Seite ihrer Partnerin Remi Tezuka erreichte sie im November beim Dunlop World Challenge Tennis Tournament nochmals das Viertelfinale.
2013 konnte sie sich noch einmal für das Hauptfeld im Dameneinzel des Dunlop World Challenge Tennis Tournament qualifizieren, scheiterte aber in der ersten Runde mit 3:6 und 4:6 an Noppawan Lertcheewakarn, spielte aber in diesem Jahr bereits fast ausschließlich noch ITF-Turniere.
2014 konnte sie sich nochmals für das Finale der mit 25.000 US-Dollar dotierten Gosen Cup Swingbeach Int’l Ladies Open qualifizieren, verlor aber dann in der zweiten Runde des Hauptfeldes im Dameneinzel nach einem 6:2 und 6:4 Erstrundensieg gegen Michika Ozeki gegen Indy de Vroome mit 16, 6:4 und 6:73. Auch im Doppel unterlag sie mit Partnerin Erika Sema bereits in der ersten Runde der Paarung Indy de Vroome und Iva Mekovec mit 4:6 und 2:6.
2015 tauchte sie dann nochmal im Hauptfeld des Damendoppels der Kangaroo Cup International Ladies Open Tennis auf, verlor aber wiederum in der ersten Runde. Ihr letztes Turnier spielte Akiko Yonemura im Oktober 2015 in Hamamatsu. Seit Mai 2016 wurde sie nicht mehr in der Einzel- und seit September 2016 nicht mehr in der Doppelweltrangliste geführt.

## Turniersiege

### Einzel
| Nr. | Datum            | Turnier    | Kategorie   | Belag     | Finalgegnerin  | Ergebnis    |
| --- | ---------------- | ---------- | ----------- | --------- | -------------- | ----------- |
| 1.  | 21. Oktober 2007 | Makinohara | ITF $25.000 | Teppich   | Seiko Okamoto  | 6:3, 6:4    |
| 2.  | 30. Mai 2010     | Kusatsu    | ITF $25.000 | Teppich   | Junri Namigata | 6:4, 7:64   |
| 3.  | 1. April 2012    | Nishitama  | ITF $10.000 | Hartplatz | Kumiko Iijima  | 1:1 Aufgabe |

### Doppel
| Nr. | Datum             | Turnier    | Kategorie   | Belag     | Partnerin       | Finalgegnerinnen                         | Ergebnis          |
| --- | ----------------- | ---------- | ----------- | --------- | --------------- | ---------------------------------------- | ----------------- |
| 1.  | 5. Mai 2007       | Gifu       | ITF $50.000 | Teppich   | Ayumi Morita    | Kumiko Iijima Seiko Okamoto              | 6:1, 3:6, 6:0     |
| 2.  | 2. Juni 2007      | Gunma      | ITF $25.000 | Teppich   | Kumiko Iijima   | Chen Yi Yoo Mi                           | 6:4, 6:4          |
| 3.  | 7. Juli 2007      | Nagoya     | ITF $25.000 | Hartplatz | Junri Namigata  | Chang Kyung-mi Kim Jin-hee               | 6:2, 3:6, 6:4     |
| 4.  | 5. Juli 2008      | Waterloo   | ITF $25.000 | Sand      | Tomoko Yonemura | Lauren Albanese Alexandra Mueller        | 6:1, 4:6, [10:3]  |
| 5.  | 9. Mai 2009       | Fukuoka    | ITF $25.000 | Rasen     | Tomoko Yonemura | Ayaka Maekawa Junri Namigata             | 6:2, 6:73, [10:3] |
| 6.  | 23. Mai 2009      | Nagano     | ITF $25.000 | Teppich   | Junri Namigata  | Tomoyo Takagishi Varatchaya Wongteanchai | 6:1, 6:4          |
| 7.  | 22. Mai 2010      | Karuizawa  | ITF $25.000 | Teppich   | Ayumi Oka       | Sun Shengnan Xu Yifan                    | 7:61, 6:3         |
| 8.  | 3. Juli 2010      | Pozoblanco | ITF $50.000 | Hartplatz | Tomoko Yonemura | Walentina Iwachnenko Kateryna Baindl     | 6:3, 3:6, [10:4]  |
| 9.  | 24. Juli 2010     | Nonthaburi | ITF $25.000 | Hartplatz | Tomoko Yonemura | Kim So-jung Remi Tezuka                  | 6:2, 6:4          |
| 10. | 4. September 2010 | Tsukuba    | ITF $25.000 | Hartplatz | Kumiko Iijima   | Chan Chin-wei Chen Yi                    | 4:6, 7:66, [10:7] |
| 11. | 14. Mai 2011      | Kurume     | ITF $50.000 | Rasen     | Ayumi Oka       | Rika Fujiwara Tamarine Tanasugarn        | 6:3, 5:7, [10:8]  |
| 12. | 8. September 2012 | Noto       | ITF $25.000 | Rasen     | Kumiko Iijima   | Miki Miyamura Mari Tanaka                | 6:1, 4:6, [10:5]  |
| 13. | 29. März 2014     | Nishi-Tama | ITF $10.000 | Hartplatz | Junri Namigata  | Choi Ji-hee Akari Inoue                  | 6:2, 6:4          |
| 14. | 24. Mai 2014      | Karuizawa  | ITF $25.000 | Rasen     | Junri Namigata  | Kanae Hisami Chiaki Okadaue              | 6:2, 7:5          |
| 15. | 28. März 2015     | Nishitama  | ITF $10.000 | Hartplatz | Kyōka Okamura   | Kanae Hisami Kotomi Takahata             | 2:6, 6:2, [10:5]  |